# Ikarus 555
Ikarus 555 — автобус венгерской фирмы Ikarus, выпущенный в 1957 году в единственном экземпляре.

## История
Ikarus 55 только начинал набирать обороты, когда конструкторы завода начали работать над его преемником. Результатом этой работы стал Ikarus 555, который был разработан в 1957 году. В разработке автобуса принимали участие такие инженеры, как Пал Михельбергер (дизайнер рамной конструкции) и Ласло Дик (дизайнер кузова). Ikarus 555 также имел заднемоторную компоновку, однако имел оппозитный двигатель.
При разработке автобуса важным аспектом был отказ от дорогостоящих арочных световых люков. По этой причине высота окон была увеличена, и окна можно было открывать на 1/3 времени для более эффективного проветривания.
После общих испытаний автобус был представлен в 1958 году в Будапеште, однако так и не поступил в серийное производство. Причины заключаются в том, что спрос и интерес к Ikarus 55 всё ещё были велики, а также в том, что специальный оппозитный двигатель регулярно имел технические сбои.
После 1958 года автобус был передан в 16-й AKÖV, а после реорганизации AKÖV — в MÁVAUT, где он эксплуатировался до самого списания в течение некоторого времени.